# AM Signalling System
AM Signalling System (AMSS) er et åbent AM-radiokanals signaleringssystem. Formålet med denne kanal er at bibringe radioforsatsen med alternative AM- og DRM-frekvenskanaler, så radioforsatsen automatisk kan skifte til den bedste kanal med samme indhold. AMSS kan både anvendes på en sædvanlig AM-radiokanal og på en Digital Radio Mondiale-kanal primært på langbølgebåndet, mellembølgebåndet og kortbølgebåndet.
AMSS er en digital kanal, der er fasemoduleret ind i AM-bærebølgen uden at AM-signalet bliver forvrænget. AMSS-kanalen sender med ca. 47 bit/sekund.